# 트랩 (2024년 영화)
《트랩》(영어: Trap)은 2024년 개봉한 미국의 미스터리 스릴러 영화이다. M. 나이트 샤말란이 감독과 각본을 맡았다.

## 출연진
- 조시 하트넷 - 쿠퍼
- 에리얼 도너휴 - 라일리
- 살레카 샤말란 - 레이디 레이븐
- 헤일리 밀스 - 조세핀 그랜트 박사
- 앨리슨 필 - 레이첼
- 마니 맥페일 - 조디의 엄마
- 버네사 스마이스

## 기타
- 극중 등장하는 콘서트장 장면은 캐나다 온타리오주 해밀턴에 있는 퍼스트온타리오 센터[4]에서 촬영했으며, 외관은 로저스 센터에서 촬영했다.